# Lübecker Brauereigeschichte

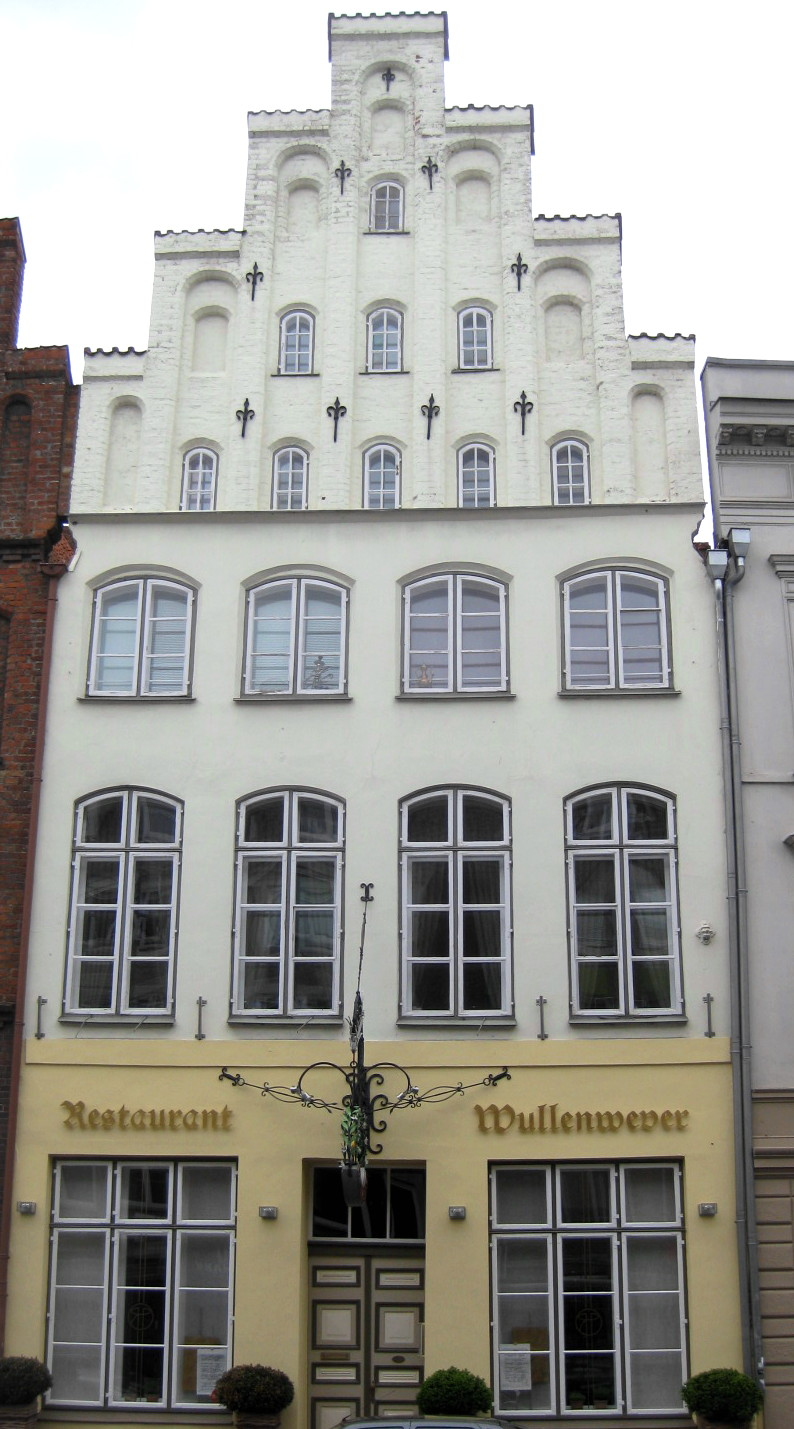
Das Gebäude Beckergrube 71 wurde im 16. Jahrhundert als Brauhaus genutzt

Die Geschichte des Bierbrauens hat in Lübeck eine lange Tradition. Wann mit dem Brauen in der Stadt begonnen wurde, ist heute nicht mehr nachweisbar.

## Mittelalter bis zur Auflösung der Brauerzunft
Vom Mittelalter bis zur Frühen Neuzeit hatte Lübeck etwa 180 Brauhäuser. Sie befanden sich im historischen Stadtkern. 1407 arbeiteten im Johannis-Quartier 57 Brauer, im Jakobi-Quartier waren es zehn, die höchste Zahl hatte das Marien-Magdalenen-Quartier mit 65. Weitere etwa 40 Brauhäuser befanden sich im übrigen Stadtgebiet. Mit Wasser versorgt wurden sie von der Lübecker Brauerwasserkunst.
Die Brauhäuser des Mittelalters waren meist zweigeschossig. Erst im 16. Jahrhundert entstanden die mehrgeschossigen Brauhäuser mit Treppengiebel.
Das Braurecht war an das Haus gebunden, nicht an den Brauer. Neue Brauhäuser durften nur mit Genehmigung des Stadtrats errichtet werden, auch die Zustimmung der Nachbarn war erforderlich. Die Stadt löste 1864 die letzten Braugerechtigkeiten ab, zu diesem Zeitpunkt waren es noch 93.
Im frühen 15. Jahrhundert wurde Stadtbier, Stopbier und Exportbier gebraut. 49 Brauer stellten 1407 Stadtbier her, 30 Stopbier. Das Exportbier von 100 Brauereien ging vornehmlich in den Ostsee-Raum sowie nach England, Holland und Flandern, in der frühen Neuzeit sogar bis Ostindien.
Im 16. Jahrhundert war eine Konzession des Rats erforderlich. Das Oberstadtbuch verzeichnete 182 Brauhäuser. 22 wurden darin als Brauhaus bezeichnet, 112 waren Rotbräuhäuser, die Exportbier herstellten, 48 Weißbrauhäuser produzierten Stadtbier. Als Brauhaus wurde etwa ein Gebäude in der Beckergrube genutzt, in dem sich heute das Sterne-Restaurant Wullenwever befindet.
Der Bierexport sank seit dem späten 17. Jahrhundert; das Braugewerbe schrumpfte. 1865 löste der Rat die Brauerzunft auf. Bedingt durch die Mechanisierung entstanden mehrere größere Brauereien.

## Röper

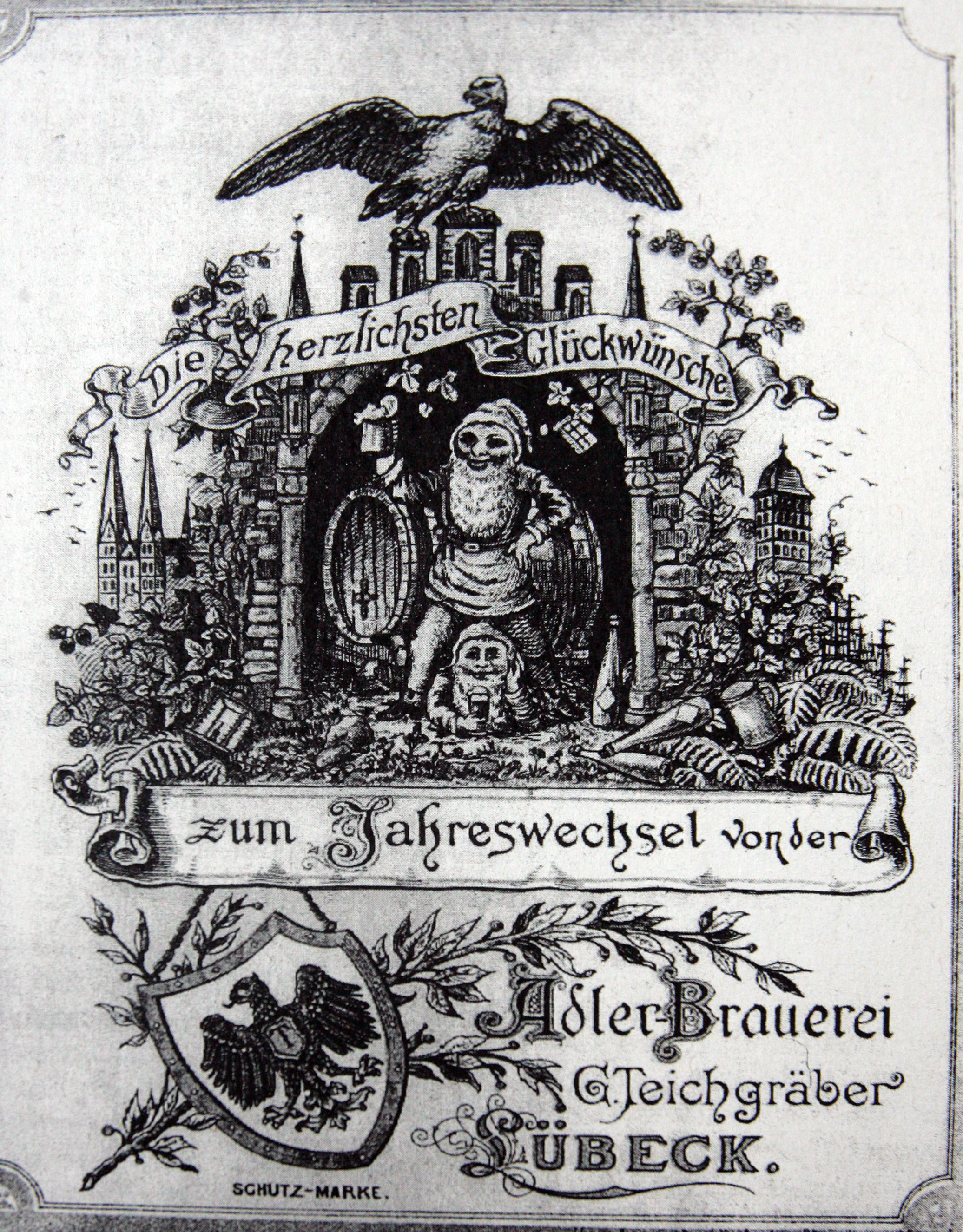
Plakat der Adler-Brauerei 1890

Die Röper Brauerei, auch bekannt als Adler-Brauerei, war eine Brauerei im 19. Jahrhundert in Lübeck. Sie wurde bekannt durch die Herstellung von Rotbier.
Nachdem der Senat am 23. November 1864 das Gesetz zur Umgestaltung der hiesigen Brauwesens erlassen hatte, beantragte der Kaufmann Ludwig August Friedrich Röper zum Jahresende 1864 die Erlaubnis für den Betrieb einer Bierfabrik. Als Firmengrundstück sollte sein Anwesen auf dem ehemaligen Pferdekäuterfeld vor dem Burgtor auf der linken Seite des Weges nach Wesloe dienen, das später als Arnimstraße Nr. 29 registriert wurde. Nachdem dieser Antrag öffentlich bekannt gemacht worden war, erhoben zwei Anlieger Einspruch. Sie waren der Ansicht, dass der Schornstein mindestens 30 Meter hoch zu errichten sei, damit sie nicht durch die Rauch- und Rußemissionen benachteiligt würden. Baudirektor Dr. Krueg entgegnete auf diesen Widerspruch, dass er gegenstandslos sei, da diese Beschwerden von der Anlegung einer Dampfbierbrauerei ausgingen. Er wolle die benötigte beugende Kraft durch Handbetrieb oder durch einen Pferdegöpel gewinnen. Es werde also auch nur ein gewöhnlicher Brauschornstein erforderlich sein, welcher frei mitten im Gebäude aufgeführt werden soll.
Bis 1886 besaß der Kaufmann Röper Lübecks erste Bierbrauerei außerhalb der Kernstadt, die nicht mehr mittelalterlichen Brauordnungen unterstand. Danach wurde sie unter dem Inhaber Dietrich Hassenpflug (* 6. Oktober 1848 in Oberaula, Kreis Ziegenhain; † 10. März 1915 in Lübeck), der vor seinem Umzug nach Lübeck Besitzer einer Brauerei in Cottbus war, bis 1893 am selben Ort weitergeführt und dann unter dem Namen Adler-Brauerei bekannt gemacht. Die Brauerei wurde allerdings nicht konsequent modernisiert, gegen die Übermacht der Konkurrenz konnte man sich somit auf Dauer nicht durchsetzen.
Die Brauerei wurde nach dem Ersten Weltkrieg von der Brauerei Lück übernommen.

## Brauerei H. Lück zur Walkmühle

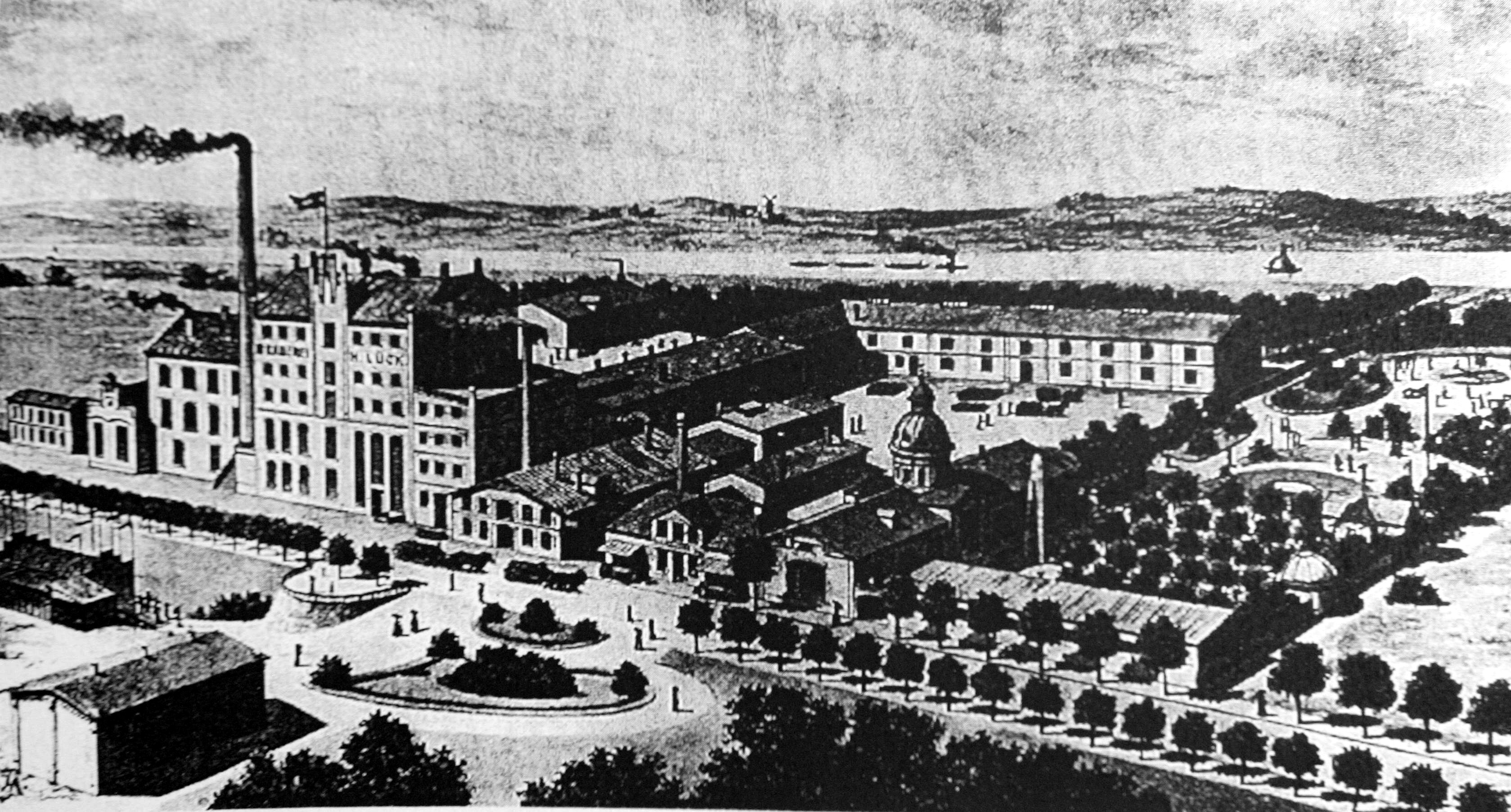
Lück-Brauerei 1910

Die Brauerei H. Lück zur Walkmühle wurde 1866 gegründet. Sie entwickelte sich zur größten und erfolgreichsten Lübecker Brauerei. Die meisten Konkurrenten wurden von ihr übernommen. 1979 wurde sie an die Bavaria-Brauerei verkauft, 1988 wurde sie geschlossen.

## Actien-Bier-Brauerei Lübeck
Die Brauerei wurde im Juni 1881 gegründet und war in der Lachswehrallee 14/22 im Stadtteil St. Lorenz angesiedelt. Der Absatz war so gering, dass sie in den ersten Jahren ständig von Schließung bedroht war. In den folgenden Jahren bis zum Ersten Weltkrieg konnte sie sich schließlich in Lübeck doch noch etablieren. 1899 wurde sie in Lübecker Actien Brauerei umbenannt. 1931 übernahm die Brauerei Lück den Betrieb. Die Gebäude existieren bis heute und sollen demnächst abgerissen werden.

## Hansa Brauerei, Joh.’s Uter & Co.
Gegründet 1883 in der Fackenburger Allee 96/104. Sie war zunächst als kleine Brauerei angelegt, verfügte aber über reichlich Grundstück und wurde in den folgenden Jahrzehnten erweitert. Der Jahresausstoß betrug 1900 etwa 30.000 Hektoliter.
1952 wurde der Betrieb von der Brauerei Lück übernommen.

## Brauerei H. Wilcken
Gegründet wurde diese Brauerei 1881 in einem alten Lübecker Kernstadthaus in der Engelswisch Nr. 19. Es wurde obergäriges Bier hergestellt. Das so genannte Braunbier war zu dieser Zeit sehr begehrt. Das Unternehmen wurde nie größer als eine Hausbrauerei. Dennoch existierte es bis 1972 und wurde von Lück übernommen. Wilcken Pils war das letzte Bier, welches von Lück bis zur Schließung 1989 produziert wurde. Hinter den alten Fassaden der Wilckenschen Speicher befindet sich seit 1981 die Turnhalle der Ernestinenschule.

## Brauberger zu Lübeck
Die Brauerei Brauberger zu Lübeck in der Alfstraße wurde als Gasthausbrauerei 1989, also dem Jahr der Schließung der Lück Brauerei, gegründet. Ihr Konzept ist das Brauen von Zwickelbier, wie es bereits im Mittelalter hergestellt wurde. Dabei wird vollständig alles per Hand hergestellt, in Holzfässern gelagert und ausgeschenkt.
Sie ist die letzte heute noch existierende Brauerei Lübecks.

## Weitere ehemalige Brauereien in Lübeck
- Brauerei Ernst Schnür
- St. Lorenz Brauerei W. Aly
- Vereinsbrauerei eGmbh
- Lübsch-Privatbrauerei
- Burkhardis (Burkhard Bange Brauerei, Anfang bis Mitte der 1990er-Jahre)
- Brauerei H. Bade
- Brauerei J. C. A. Osbahr
- Anker-Brauerei Hermann Stamer
- Brauerei zur Mühlenbrücke Burkhard Bange
- Dampfbrauerei Paul Flemming
- Braunbierbrauerei Hermann Stamer
- Brauerei Ferdinand Weiermiller
- St. Gertrud Brauerei Louis Hochbaum
- Brauerei Eduard Nickels Wwe
- Phönix-Brauerei vorm. Paul Flemming

In der Frühen Neuzeit gab es allein in der Wahmstraße 18 Brau- und 3 Malzhäuser, dazu gehörten:
- Brauerei Heinrich Westfehling